# Rikitea
Rikitea egy kis város Mangareván, amely a Gambier-szigetek része Francia Polinéziában. A szigetlakók többsége Rikiteán él. A sziget 1871-ben Franciaország protektorátusa volt, majd 1881-ben annektálták.

## Történelme
A katolikus misszionáriusok érkezése előtt a kannibalizmust a helyi királyok uralma alatt gyakorolták. A Francia Picpus papok, François Caret atya és Honoré Laval atya, a Szent Szívek Kongregációjából 1834-ben szálltak le itt. Chiléből érkeztek. Hippolyte Roussel atya, aki több mint 100 Rapa Nui emberrel érkezett Rikiteába 1871. július 4-én, átvette Laval rikiteai missziójának irányítását, és ott szolgált 1898-ban bekövetkezett haláláig. Az egyesek által említett 9000-es számot, amikor Laval megérkezett, erősen eltúlzottnak tartják. 1825-ben a lakosságot 1500-ra becsülték. Amikor 1834-ben megérkeztek a misszionáriusok, 2124 lelket számoltak össze. A külvilággal való kapcsolat erősödése fertőző betegségeket hozott Mangarevába, és megtizedelte a lakosságot. 1863 előtt már több jelentős járvány volt, köztük egy olyan is, amely állítólag a lakosság felét megölte. A történetet arról, hogy Laval a lakosságot a halálba kergette, egy francia bíró, Louis Jacolliot terjesztette, aki belenyúlt az okkultizmusba, haragot érzett Lavalra, és le akarta hitelteleníteni. Ahhoz, hogy 9000 ember élt volna a szigeteken, sokuknak a domboldalakon kellene élniük a csekély síkság miatt, de nincs bizonyíték arra, hogy valaha is épültek volna ott házak. Továbbá, ha 8500 ember halna meg Laval miatt, akkor lenne ennyi sír, vagy legalábbis tömegsír, de nincs.

## Földrajz
Rikitea egy kikötőváros és turisztikai központ a Mangareva-lagúnán, amely számos motu-t tartalmaz. Körülbelül 1650 kilométerre (1030 mérföldre) délkeletre található Tahititől, a Bak trópusától északra. A város átlagos magassága 8 méter.
A sziget teljes lakossága 1100 fő volt, és többségük Rikiteában élt.
A várostól északra található két hegy, a Mt. Duff (482 méter) és a Mt. Mokoto (39 m), amelyek ösvényeken közelíthetők meg. A Duff-csúcsra való mászás körülbelül 90 percet vesz igénybe. A dombon talált köveket a mangarevánok használták az időjárás előrejelzésére és a sziget felé tartó hajók keresésére. A hegyet magas aeho fű borítja.

## Gazdaság
A fekete gyöngyöt számos platformon termesztik a Mangareva-lagúna mindkét oldalán. A lagúna tele van korallokkal, és fekete ajkú osztrigát takarítanak be az emberek. A lakosság a mezőgazdasággal és a halászattal is minimális szinten foglalkozik. Az egyház részt vesz a műszaki iskolában (CED, "Oktatásfejlesztési Központ), hogy az embereket olyan szakmákra képezze ki, mint az asztalos, a mechanika, az elektromosság és a gyöngyház-héjgravírozás.

## Fordítás
Ez a szócikk részben vagy egészben  a   Rikitea című angol Wikipédia-szócikk fordításán alapul.  Az eredeti cikk szerkesztőit annak laptörténete sorolja fel. Ez a jelzés csupán a megfogalmazás eredetét és a szerzői jogokat jelzi, nem szolgál a cikkben szereplő információk forrásmegjelöléseként.